# Дикарбонил(пентаметилциклопентадиенил)родий
Дикарбонил(пентаметилциклопентадиенил)родий — карбонильный комплекс металлоорганического
сэндвичевого комплексного соединения
родия  и циклопентадиена
состава Rh[C5(CH3)5](CO)2,
оранжевые кристаллы.

## Получение
- Карбонилирование при нормальном давлении ди(хлоро)бис[хлоро(пентаметилциклопентадиенил)родия]  в присутствии цинка:

{\displaystyle {\mathsf {[Rh(Cl)Cl{C_{5}(CH_{3})_{5}}]_{2}+4CO+2Zn\ {\xrightarrow {}}\ 2Rh[C_{5}(CH_{3})_{5}](CO)_{2}+2ZnCl_{2}}}}

## Физические свойства
Дикарбонил(пентаметилциклопентадиенил)родий образует оранжевые кристаллы,
устойчивые на воздухе.
Хорошо растворяется в органических растворителях.

## Химические свойства
- При нагревании образует биядерный комплекс:

{\displaystyle {\mathsf {2Rh[C_{5}(CH_{3})_{5}](CO)_{2}\ {\xrightarrow {80-85^{o}C}}\ Rh_{2}[C_{5}(CH_{3})_{5}]_{2}(CO)_{2}+2CO}}}